# 克里斯蒂安二世
克里斯蒂安二世（丹麦语：Christian 2.，1481年7月1日—1559年1月25日）丹麦和挪威国王（1513年－1523年）、瑞典国王（1520年—1521年）。他是最后一个以卡尔马联合的形式统治丹麦、挪威和瑞典三国的国王。

## 早年事蹟
克里斯蒂安二世是丹麦国王汉斯的儿子，母亲是萨克森选侯腓特烈二世的孙女克里斯蒂娜。他在1481年生于尼堡。
克里斯蒂安于1506年至1512年间被其父委任为挪威总督，他在那里表现出突出的管理能力。克里斯蒂安与平民很亲近，这在那个时代并不是什么好事，尤其是在贵族势力强大的丹麦。1507年他爱上了一个出身低微的有荷兰血统的挪威女孩迪弗克·西布里特施達特 (綽號<小白鴿>)，这个女孩成为他的情妇，这件事产生了严重后果。
1513年汉斯国王去世后，克里斯蒂安在哥本哈根的贵族会议上与来自三个北欧国家的显贵们进行了正面交锋。根据卡尔马联合，克里斯蒂安有权成为丹麦、瑞典、挪威三国的国王。但是，三个国家的贵族和高级教士们都对克里斯蒂安在挪威任总督时表现出来的专制和集权倾向忧心忡忡，他们竭力保住自己的权力。丹麦和挪威的高级代表们强调这两个王国的王位都是选举产生而非世袭，明确表示要求保留他们选择克里斯蒂安继承人的权利。而瑞典人则表明他们根本不接受克里斯蒂安为王。瑞典长期以来是由本国产生的摄政官而非卡尔马联合的国王进行直接统治，在事实上游离于卡尔马联合之外；现在他们希望彻底摆脱束缚。于是关于瑞典王位的决定被推迟了。在最大限度达成妥协之后，克里斯蒂安二世继承了丹麦与挪威两国的王位。

## 统治

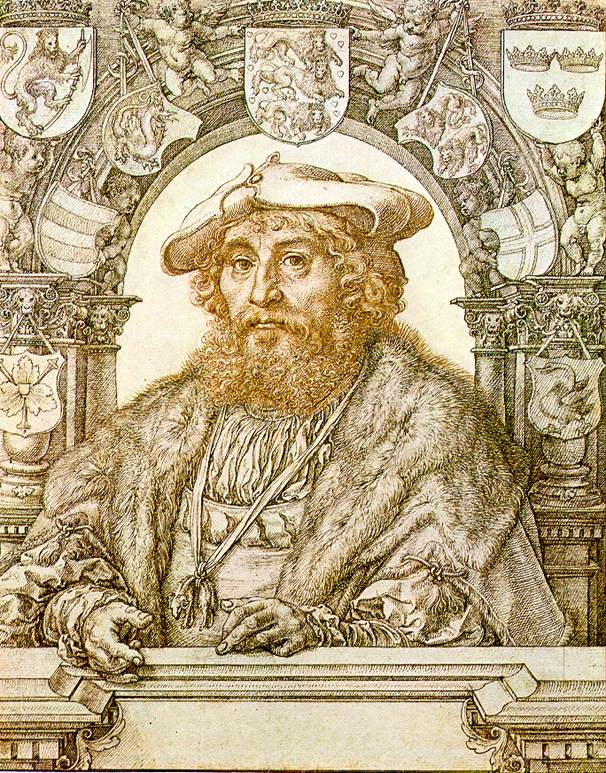
克里斯蒂安二世

克里斯蒂安二世执政的显著特点是，依靠小贵族与市民的力量去摧毁大贵族寡头集团在丹麦的统治。这件事在某种程度上与迪弗克·西布里施达特的遭遇有关，甚至以牺牲她的生命为代价。
1515年8月12日，克里斯蒂安二世与神圣罗马帝国皇帝馬克西米連一世之子美男子腓力的女儿勃艮第的伊莎贝拉结婚。然而他在婚后继续保持着与迪弗克的关系，这不仅引起了奥地利和西班牙王室的愤怒，更给这个可怜的女孩带来了不幸，她在1517年死于毒杀。
克里斯蒂安二世在情人遭杀害之后找到了向贵族集团开刀的借口。他处决了一名地位显赫的贵族托本·奥克塞，后者有可能出于对与哈布斯堡王朝关系恶化的担忧而杀死迪弗克，虽然并无确凿的证据。而克里斯蒂安坚定了进行专制化改革的决心，于1517年通过扶植小资产者集团的方式削弱了贵族的国事会议丹麦枢密院的大部分权力。
克里斯蒂安二世进行集权改革的主要顾问之一是迪弗克的母亲西格布里特。这个女人相当有才能，她的商业头脑对国王制订经济政策有所帮助。克里斯蒂安二世首先指定她负责对通过松德海峡的船只征收海峡使用费，后来又把整个王国的财政都托付给她。西格布里特本人是一个小资产者，她所推行的政策的核心精神就是提高丹麦中产阶级的地位，使他们获得更多扩大资本的机会。她很快成为一个中产阶级活动集团的领袖，这个集团直接与封建贵族把持的枢密院进行对抗。可以想象，贵族们把他们受到的遏制和所有不良境遇都归咎于克里斯蒂安二世；但是枢密院领袖莫恩斯·约耶仍然坚持支持国王。

## 瑞典事务
在国内形势较为稳定之后，克里斯蒂安二世将注意力转向瑞典。他指望以强制手段重新实现丹麦与瑞典的合并。在瑞典，支持民族独立的集团已经选出摄政官小斯滕·斯图雷作为国家元首；同时，以天主教大主教古斯塔夫·特羅勒为首的亲丹麦派也在积极活动，企图使克里斯蒂安二世复辟。瑞典人把通敌的特罗勒大主教围困在他的城堡裡。克里斯蒂安二世营救特罗勒的第一次尝试在斯图雷和他的农民军的反击下失败了，1518年发动的第二次入侵也被击退。但是瑞典被克里斯蒂安二世的外交活动所孤立，得不到什么重要的援助。在大批来自法国、德国和苏格兰的僱傭軍的帮助下，克里斯蒂安二世在1520年再次侵入瑞典。斯图雷在反抗侵略者的战斗中伤重身亡，这使得瑞典人失去了他们坚强的领袖，很多贵族开始动摇。克里斯蒂安二世的军队在没有遇到抵抗的情况下推进到乌普萨拉省，在那里瑞典枢密院的成员已经聚集在一起，企图在最有利的情况下投降。瑞典贵族们提出，如果克里斯蒂安二世对以前的反抗行为概不追究并发誓按照瑞典的法律和习惯统治瑞典，他们就准备承认他的王权。克里斯蒂安二世接受了这个建议。1520年3月31日，克里斯蒂安二世和丹麦枢密院批准了结束战争的条约。
克里斯蒂安二世已经成为瑞典国王，但是斯图雷的遗孀姫絲甸·於倫謝納仍然在斯德哥尔摩进行着有力的抵抗，在那里来自瑞典中部的农民在爱国主义情绪的感染下拿起武器反抗丹麦人。只是在1520年4月6日受难节那天的乌普萨拉战役中他们才被丹麦军的绝对优势击败。丹麦海军在5月赶到瑞典，这样斯德哥尔摩就在陆上和海上都被包围了。于伦谢纳又抵抗了几个月，终于被迫屈服。她在设法从克里斯蒂安二世那里得到完全赦免的保证后投降。11月1日，来自瑞典各地的代表们向克里斯蒂安二世宣誓效忠，承认他为瑞典的世袭君主，尽管这是有违瑞典宪章中关于王位选举的原则的。从血统上来看，克里斯蒂安二世确实具有继承瑞典王位的资格，因为他是许多古代瑞典王室的后代。
1520年11月4日，克里斯蒂安二世在斯德哥尔摩大教堂接受古斯塔夫·特罗勒的涂油礼，正式成为瑞典国王。接下来的3天裏人们举行宴会和游乐活动进行庆祝。然而在11月7日，克里斯蒂安二世在晚上命令丹麦士兵逮捕了在王宫大厅裡举行宴会的其中一些瑞典重要人物；看来，被逮捕的人是经过选择的。到晚上10点时剩下的宾客也都遭到监禁。
克里斯蒂安二世逮捕这些瑞典人主要是由于古斯塔夫·特罗勒的唆使。大主教希望借此机会报复个人仇恨，他把以前激烈反对他的人都列入打击名单。成立了一个审判委员会，这个委员会由特罗勒本人主持，结果被逮捕者很快以异端罪名被判处死刑。第一批处决的人包括坚持主张瑞典摆脱丹麦控制的斯卡拉主教和斯特兰奈斯主教、3名市长、14个城镇议会议员和大约20位斯德哥尔摩市的体面市民。接下来又有很多瑞典的头面人物遇害。最后，据称总共有82个人在这次事件中被杀。小斯滕·斯图雷的尸体被挖出来焚毁；他的遗孀和其他一些瑞典贵族妇女被押往丹麦，受到很不合适的对待。克里斯蒂安二世在这次事件中表现出极其不冷静和狭隘的报复心理。这一事件在瑞典历史上被称为“斯德哥尔摩惨案”。
克里斯蒂安二世以宗教的借口屠殺政敵，然而全部受害者在這方面上都是无辜的。这使他在向瑞典人民和教皇（教皇对两名主教被杀感到十分不快）解释这樁暴行时自相矛盾。他对瑞典的鐵腕暴政也导致以古斯塔夫·瓦萨为首的倖存貴族發動瑞典解放戰爭，最後使卡尔马联盟一夕崩解。

## 在丹麦的改革
克里斯蒂安二世带着改造国家的宏伟计划回到了丹麦。尽管在斯德哥尔摩惨案中表现得残忍和不近人情，但克里斯蒂安和他同时代的那些所谓“开明君主”一样，具有人文主义情怀。这批开明君主的统治对欧洲启蒙运动的发展很有影响。由于希望削弱贵族的权势，克里斯蒂安二世到富裕市民主政的尼德兰寻找治国之道。
1521年6月克里斯蒂安二世突然访问了尼德兰，在那里停留了数月。他在低地国家发达的商业城市考察，雇佣了一些弗拉芒工匠，并且与大画家阿尔布雷希特·丢勒建立了个人友谊；丢勒是克里斯蒂安的肖像作者。克里斯蒂安二世与尼德兰大思想家伊拉斯谟会面时讨论了宗教改革问题，并且发表了很能代表其个性的看法：“温和的手段是没有用的；能使整个身体产生震动的才是良方”。
克里斯蒂安二世于1521年9月5日从尼德兰返回丹麦，立刻着手实施他心目中的伟大改革。首先发布了根据他的意见编订的法典，这部法典有明显模仿尼德兰法律的痕迹，但是把国王放在一个重要位置上。克里斯蒂安二世公布了让社会底层人民的子女也能受教育的条款，尽可能限制贵族和高级教士的特权。禁止买卖农奴；中世纪遗留下来的商业行会得以保留，但是加入行会的条件被放松了。大资产者建立排挤小业主的贸易联盟的行为受到明令禁止。
从某种意义上说，克里斯蒂安二世的这些改革加强了中央集权，保护了中下阶层的利益，因而具有进步性质。但不幸的是，尽管上述改革措施本身都是好的，它们却难以在丹麦实现。这样的改革更适合于一个像路易十四那样的“君权神授”的专制君主来推行，而不适合于一个地位软弱的选举制君主。它们中的一些直接与丹麦古老的宪章相抵触；而国王对荷兰人的偏爱（尼德兰是大部分改革灵感的来源）也触痛了丹麦人的自尊。在一个贵族势力强大的丹麦，克里斯蒂安二世的改革活动难免要遭到失败。

## 倒台
在推行改革之后不久克里斯蒂安二世就陷入内外交困的局势。瑞典在短暂的屈服之后，再度发起了争取独立的运动；克里斯蒂安二世被迫征调丹麦和挪威军队去镇压瑞典起义者。外交形势也恶化了，因为急于使丹麦摆脱汉萨同盟的束缚并将哥本哈根建成北欧的商业中心，克里斯蒂安二世大大提高了海峡通过费，结果与频繁使用海峡的尼德兰关系紧张。不久丹麦与汉萨同盟的领袖城市吕贝克进入公开的战争状态。
在这种情况下，丹麦贵族们认为他们已经无法再忍受克里斯蒂安二世的统治，开始积极策划推翻他的阴谋。1523年在丹麦本土日德兰半岛爆发了反对国王的叛乱。贵族们宣布，他们将支持克里斯蒂安二世的叔叔荷尔斯泰因公爵弗雷德里克当丹麦国王。在这个关键时刻克里斯蒂安二世却懦弱起来，在没有进行认真的抵抗的情况下匆匆携家人逃离丹麦，于5月1日抵达低地国家泽兰省的费勒寻求避难。流亡中的克里斯蒂安二世在利尔过着拮据的生活，同时期望着他的姻兄查理五世皇帝出兵帮助他复辟。此时在丹麦，农奴和平民们开始把克里斯蒂安二世当作贤明的君主，社会中下层阶级中弥漫着希望克里斯蒂安复辟的思想。
在等待了8年之后，克里斯蒂安二世认为时机成熟，于1531年10月24日率领一支军队渡海企图夺回王位。但是一场突如其来的风暴在挪威海岸附近摧毁了他的大部分舰队，结果使他陷入被政府军攻击的危险局面。在进行了无效果的抵抗之后，克里斯蒂安二世在1532年7月1日签署了奥斯陆条约，向他的对手弗雷德里克一世投降。弗雷德里克一世不久违背了赦免克里斯蒂安的承诺，于是克里斯蒂安二世的余生就都在监禁中度过。
尽管有许多克里斯蒂安二世在监禁中受到残酷对待的传说，但没有证据证明这些说法。克里斯蒂安二世受到体面的对待，在他老年时这种监禁更接近于软禁了，他可以举办宴会、打猎，在凯隆堡境内游荡。弗雷德里克一世死后，国会起初不能选出继任，有人想拥立克里斯蒂安二世复位，但弗雷德里克的长子克里斯蒂安组织军队夺取王位，称克里斯蒂安三世，而克里斯蒂安二世仍被囚禁在凯隆堡的监狱。
当克里斯蒂安三世在1559年去世时，丹麦的权贵们仍然警惕地注视着监禁着克里斯蒂安的凯隆堡。克里斯蒂安二世在同年稍後也去世了，新国王弗雷德里克二世下令按照皇家葬礼将克里斯蒂安葬于欧登塞。

## 婚姻子女
克里斯蒂安二世的妻子，奧地利的伊莎貝拉，是哈布斯堡王朝的成員。克里斯蒂安二世與伊莎貝拉在1514年結婚。
- 長子漢斯（1518－1532）
- 長女多蘿西亞（1520－1580）
- 次女克莉絲汀（1521－1590）